# Ivan Dmitrievič Čertkov
Ivan Dmitr'evič Čertkov (Voronež, 9 gennaio 1798 – Mosca, 18 febbraio 1865) è stato un ufficiale russo.

## Biografia
Era il figlio di Dmitrij Vasil'evič Čertkov, e di sua moglie, Elena Stepanovna Tev'ašova, figlia di Stepan Ivanovič Tev'ašov. Dei suoi fratelli, Aleksandr è noto per aver fondato la prima biblioteca pubblica a Mosca e Nikolaj per la fondazione del corpo dei cadetti di Voronež.

## Carriera

### Carriera militare
Entrò nel servizio militare nel reggimento Jaeger a cavallo di Arzamas il 13 ottobre 1813. Prese parte alle campagne del 1813-1814, alla guerra russo-turca e alla soppressione dell'insurrezione polacca del 1830.
Fu aiutante del maggiore generale Krusciov. Il 13 marzo 1814 fu promosso a luogotenente. Il 1 luglio 1816 fu nominato aiutante del comandante del quarto corpo di cavalleria di riserva, il tenente generale Palen. Nell'agosto 1816 fu trasferito nel reggimento ussaro delle Life Guards. Il 13 febbraio 1817 fu promosso a tenente; il 2 febbraio 1819 fu promosso a capitano. Il 13 novembre 1820, fu nominato aiutante del generale Vasil'čikov, e il 1 febbraio 1822, fu nominato aiutante del capo di stato maggiore di Sua Maestà, il generale di fanteria, il principe Volkonskij.
Il 28 gennaio 1826 fu promosso a colonnello e il 27 novembre dello stesso anno fu nominato aiutante di Sua Altezza Imperiale il Granduca Mikhail Pavlovič.

### Filantropia
Il 1 gennaio 1833 Čertkov si ritirò dal servizio con il grado di consigliere di stato. Nello stesso anno, è stato nominato membro del consiglio di fondazione delle istituzioni di beneficenza pubbliche di San Pietroburgo e fiduciario dell'orfanotrofio Aleksandrinskij.
Il 22 ottobre 1834 fu nominato membro onorario della Demidov House of Charity of Workers. Nel 1835 gli fu conferito il titolo di "Stalmeister". Il 12 aprile 1837 fu nominato direttore del Mariinskij. Il 1 novembre 1838, fu membro del Consiglio di fondazione delle istituzioni di beneficenza pubbliche di San Pietroburgo (1833-1842), fiduciario della Alexandrinsky Orphanage Charity House. Il 20 aprile 1840 gli fu concesso il grado di maestro di corte. Dal 1848 al 1856 diresse l'ospedale pediatrico di Mosca.

## Matrimonio
Nel 1825 sposò la contessa Elena Grigor'evna Stroganova (2 novembre 1800–25 giugno 1832), figlia del conte Grigorij Aleksandrovič Stroganov. Ebbero cinque figli:
- Aleksandra Ivanovna (16 giugno 1827-1 maggio 1898), sposò il barone Mikhail Lvovič Bode-Kolyčev, ebbero quattro figli;
- Grigorij Ivanovič (22 luglio 1828-22 aprile 1884), sposò Elizaveta Ivanovna Kruglikova, ebbero tre figli;
- Mikhail Ivanovič (2 agosto 1829-19 dicembre 1905), sposò Olga Ivanovna Gulkevič-Glebovskaja, ebbero due figlie;
- Elena Ivanovna (17 novembre 1830-1922), sposò in prime nozze il conte M.V. Orlov-Denisov, e in seconde nozze il conte Pëtr Andreevič Šuvalov;
- Sof'ja Ivanovna (25 giugno 1832-31 luglio 1837).

## Morte
Morì il 18 febbraio 1865 a Mosca. Fu sepolto nella Chiesa dell'Annunciazione di Alexander Nevsky Lavra.